# 10月9日
10月9日是阳历一年中的第282天（闰年第283天），离全年的结束还有83天。

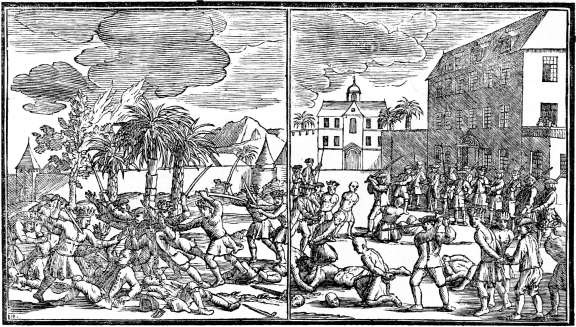
1740年红溪惨案期间荷属东印度当局在印尼爪哇的巴达维亚（今雅加达）对华人关押者的处决

## 大事记

### 7世紀
- 622年：穆罕默德逃离麦加12天（9月27日出发）后，到达雅特里布。是为著名的“徙志”。
- 764年：日本淳仁天皇退位，称德天皇登基。
- 768年：查理曼登基为法兰克王国国王。
- 1000年：莱弗·艾瑞克森到达文兰（据推测可能是北美洲的一部分）。
- 1238年：海梅一世占领瓦伦西亚。
- 1446年：朝鲜王朝朝鮮世宗主導編整的《訓民正音》出版，這些韓國語文字後來被稱作「諺文」。
- 1604年：開普勒超新星爆發。

### 18世紀
- 1701年：康涅狄格高等学校（耶鲁大学前名）建校。
- 1740年：荷属东印度政府针对印度尼西亚巴达威亚华人展开大规模屠杀，造成超过10,000人死亡。
- 1760年：七年战争：俄羅斯帝國军队占领普魯士王國首都柏林。
- 1774年：山东王伦以清水教（白蓮教支派）发动起义。

### 19世紀
- 1807年：普鲁士王国首相施泰因男爵颁布了关于解放农奴人身依附关系停止徭役的法令，史称“十月赦令”。
- 1824年：哥斯大黎加废除奴隶制度。
- 1831年：希腊国家元首爱奥尼斯·卡波季斯第亚斯于纳夫普利翁遭到暗杀身亡。
- 1845年：英国圣公宗牧师约翰·亨利·纽曼与数名学生离开英国国教会，转而投效天主教会。
- 1854年：广西天地会首领胡有禄、朱洪英占领灌阳，建号“升平天国”，奉“太平天德”年号。
- 1874年：萬國郵政聯盟隨著伯爾尼條約的簽署而成立，目的是統一不同的郵政服務和法規，以便於國際郵件的交換。
- 1888年：位于美国华盛顿哥伦比亚特区的华盛顿纪念碑正式对公众开放。

### 20世紀
- 1911年：中国革命党人在漢口俄租界筹劃起义时，枪支走火，事泄。被迫于次日提前起义。是为武昌起义之导火索。
- 1912年：第一次巴尔干战争爆发。
- 1914年：第一次世界大戰：德意志帝國军占领比利時王國港口城市安特卫普。
- 1934年：南斯拉夫国王亚历山大与法国外长路易·巴尔杜在马赛股票交易所门外被刺客用手枪刺杀。枪手在行刺之后被愤怒的群众包围，在乱拳之下毙命。
- 1936年：中国工农红军第一、二、四方面军经过二万五千里长征后，在甘肃会宁会师，长征宣告结束。
- 1941年：第二次长沙战役结束。
- 1948年：時任英國前首相暨保守黨黨魁之丘吉尔提出三环外交。
- 1962年：乌干达宣布脱离英国统治而独立，但仍将英国女王伊丽莎白二世视为国家元首。
- 1963年：意大利瓦伊昂大坝发生溃决事故，约两千人死亡。
- 1965年：台灣最長壽的綜藝節目《五燈獎》系列開播。
- 1967年：拉丁美洲马克思主义革命者切·格瓦拉在玻利维亚被处决。
- 1981年：法国废除死刑。
- 1985年：河西走廊出土两万多枚汉简。
- 1986年：音乐剧《歌剧魅影》在伦敦西区剧院首演。
- 1987年：大亚湾核电厂在建筑期间被发现漏了三百多条钢筋。

### 21世紀
- 2005年：中国国家测绘局公布，新测量的珠穆朗玛峰峰顶岩石面海拔高程为8844.43米。
- 2006年：北韓在咸鏡北道進行地下核試驗，為第八個擁有核武器的國家。
- 2006年：Google以16.5億美元的價格收購了YouTube。
- 2007年：香港地鐵有限公司公布兩鐵合併建議獲股東特別大會通過，新公司名稱為「香港鐵路有限公司」。
- 2011年：上海世博会中国馆闭馆。
- 2012年：巴基斯坦社會活動家遭到巴基斯坦塔利班武裝分子刺殺未遂。
- 2019年：敘利亞內戰：美軍從敘利亞東北部撤出後，土耳其軍隊開始向該地區發動攻勢。
- 2020年：諾貝爾和平獎授獎於著重人道救援的世界糧食計劃署，且為此獎第二十六次授獎予非人類。

## 出生
- 1623年：南怀仁，比利時天主教耶穌會修士、神父（1688年逝世）
- 1735年：卡爾·威廉·斐迪南，普魯士陸軍元帥（1806年逝世）
- 1823年：愛德華·卡吉爾，紐西蘭商人、政治人物（1903年逝世）
- 1835年：卡米爾·聖桑，法國作曲家（1921年逝世）
- 1838年：沃爾特·布勒，紐西蘭律師、博物學家（1906年逝世）
- 1846年：陸佑，馬來亞實業家、慈善家（1917年逝世）
- 1852年：赫尔曼·埃米尔·费歇尔，德國有機化學家，1902年諾貝爾化學獎（1919年逝世）
- 1859年：阿尔弗雷德·德雷福斯，法國軍官（1935年逝世）
- 1864年：雷金納德·戴爾，英國陸軍將領（1927年逝世）
- 1873年：卡爾·史瓦西，德國天文學家、物理學家（1916年逝世）
- 1879年：陳独秀，中國思想家，革命家（1942年逝世）
- 1888年：尼古拉·布哈林，蘇联《真理报》前主编（1938年逝世）
- 1892年：哈里·迪克特·懷特，美國財政部高級官員（1948年逝世）
- 1906年：利奥波德·塞达尔·桑戈尔，塞內加爾詩人、政治家、文化理論家，首任塞內加爾總統（2001年逝世）
- 1912年：錢偉長，中國科学家，教育家（2010年逝世）
- 1922年：孫國棟，中國歷史學家（2013年逝世）
- 1926年：史久鏞，中國國際法法學家。（2022年逝世）
- 1935年：中野昭慶，日本電影特效導演、攝影師（2022年逝世）
- 1935年：肯特公爵愛德華親王，英國貴族，伊莉莎白二世女王的堂弟
- 1938年：海因茨·菲舍爾，奥地利联邦總統
- 1940年：約翰·連儂，英國摇滚樂手，詩人，民权斗士（1980年逝世）
- 1945年：梁劉柔芬，香港政界人物
- 1948年：奥利弗·哈特，英國-美國經濟學家，2016年諾貝爾經濟學獎得主
- 1949年：金芳蓉，台裔美國數學家
- 1950年：埃里克·莫斯，挪威法官
- 1951年：吳相式，韓國外交官，代表部代表、駐加彭大使、法國公使
- 1956年：陸小芬，台灣演員
- 1957年：關錦鵬，香港電影導演
- 1958年：許家印，中國企業家，恆大集團創辦人
- 1962年：大乃國康，日本相撲力士，第62代橫綱
- 1962年：费莱蒂·特奥，吐瓦魯律師、政治人物，現任吐瓦魯總理
- 1963年：謝寧，香港演員、商人
- 1964年：郭晉安，香港男演員
- 1964年：吉勒摩·戴托羅，墨西哥導演、編劇
- 1966年：，英國政治人物，前任英國首相
- 1968年：歐陽德勛，香港歌手、電臺節目主持人
- 1968年：彼特·達克特，美國電影導演、動畫師、編劇、製片人、配音員
- 1969年：陳振聲，新加坡人民行动党政界人物
- 1970年：朴尚民，韓國男演員
- 1970年：洪欣，香港女藝人
- 1970年：安妮卡·索伦斯坦，瑞典、美國女子职業高爾夫球運動員
- 1972年：長野博，日本男藝人
- 1972年：宮田幸季，日本男性聲優
- 1973年：夏川里美，日本歌手
- 1975年：马克·维杜卡，澳洲足球運動員
- 1976年：李冠儀，台灣節目主持人
- 1977年：李珊珊，香港女藝人
- 1977年：李佳，中國女演員
- 1978年：尼基·柏恩，美國男歌手，西城男孩成員
- 1978年：許琡婷，台灣新聞主播、旅遊節目主持人
- 1979年：布蘭登·勞斯，美國男演員
- 1982年：石俊，中國足球運動員
- 1984年：盧均宜，香港足球運動員
- 1986年：羅莉·文娜杜，法國女子游泳運動員
- 1987年：洪棠，台灣女藝人
- 1988年：岑杏賢，香港女藝人
- 1988年：馮丹瀅，中國女演員
- 1989年：簡鳳君，台灣女歌手
- 1989年：陳瑀希，台灣女藝人
- 1990年：塞德里克-馬塞爾·史特比，德國职業網球運動員
- 1991年：洪辰，中國女歌手
- 1991年：范琳琳，中國女演員
- 1992年：寶田萌奈美，日本AV女優
- 1993年：啾啾鞋，台灣YouTuber
- 1996年：才旺羅布，中國男歌手（2022年逝世）
- 1996年：貝拉·哈蒂德，美國模特兒
- 1996年：雅各布·貝塔隆，美國男演員
- 1996年：伊萬·舒尼奇，克羅埃西亞職業足球運動員
- 1996年：亨里克·克里斯蒂安森，挪威男子游泳運動員
- 1997年：曾舜晞，中國歌手、演員
- 1997年：恒松祐里，日本女演员
- 1997年:   柴田芽衣，日本女性聲優
- 1999年：大友花戀，日本女演員
- 2000年：入江聖奈，日本女子拳擊運動員
- 2000年：約翰·羅素，英格蘭職業足球運動員
- 2005年：田口真彩，日本女子羽球運動員
- 2008年：余睿珩，台灣男歌手

## 逝世
- 705年：阿卜杜勒-麥立克·本·麥爾萬·本·赫凱姆，倭馬亞哈里發國第五任哈里發（644年或647年出生）
- 923年：平貞文，日本平安時代貴族、歌人（872年出生）
- 1562年：加布里瓦·法羅皮奧，義大利醫生（1523年出生）
- 1597年：足利義昭，日本室町幕府第15代征夷大將軍（1537年出生）
- 1680年：尚之信，清朝漢軍鑲藍旗人，平南王尚可喜長子（1636年出生）
- 1690年：亨利·斐茲洛伊，英國貴族，第一代葛拉夫頓公爵（1663年出生）
- 1913年：蒋翊武，中國民主革命家，武昌起义元勋（1885年出生）
- 1924年：林紓，清末民初古文家、翻譯家（1852年出生）
- 1934年：亞歷山大一世，南斯拉夫王國國王（1888年出生）
- 1943年：彼得·塞曼，荷兰物理学家（1865年出生）
- 1959年：李濟深，中國政治家，中國國民黨革命委員會領導人（1886年出生）
- 1965年：蔣廷黻，中華民國歷史學家、外交官（1895年出生）
- 1967年：格瓦拉，拉美游击革命家（1928年）
- 1974年：奧斯卡·辛德勒，德國資本家、間諜、納粹黨黨員（1908年出生）
- 1976年：葉夫根尼·扎沃伊斯基，蘇聯物理學家（1907年出生）
- 1985年：奧米利奧·梅迪西，巴西軍事、政治人物，第28任巴西總統（1905年出生）
- 1995年：何謨，前英国首相（1903年出生）
- 1996年：嚴耕望，中國歷史學家（1916年出生）
- 2004年：雅克·德里达，法國哲學家（1930年出生）
- 2006年：達妮埃爾·於耶，法國電影導演（1936年出生）
- 2006年：保罗·亨特，英国男子斯诺克选手（1978年出生）
- 2010年：撒迦利亞·西琴，亞塞拜然裔美國民間科學愛好者（1920年出生）
- 2013年：許敬雅，香港插畫家、畫家、歷史學家（1932年出生）
- 2016年：安德烈·華依達，波蘭電影導演（1926年出生）
- 2017年：彼得·曼斯菲爾德，英國物理學家，2003年諾貝爾生理學或醫學獎得主（1933年出生）
- 2021年：阿布哈桑·巴尼薩德爾，伊朗政治人物，首任伊朗總統（1933年出生）
- 2022年：布魯諾·拉圖爾，法國哲學家、人類學家、社會學家（1947年出生）
- 2023年：孟海，香港男演員、導演、動作指導（1958年出生）
- 2024年：拉坦·塔塔，印度企業家（1937年出生）
- 2024年：李瑋玲，新加坡神經科醫生（1955年出生）

## 节假日和习俗
- 世界邮政日
- ：韩文日
- 乌干达：獨立日
- ：海軍節
- 羅馬尼亞：全國大屠殺紀念日（英语：National Day of Commemorating the Holocaust）
- 美国、 加拿大、 北欧理事会：莱弗·艾瑞克森日（英语：Leif Erikson Day），纪念第一个发现北美洲的探险家莱弗·艾瑞克森。